# Букашник курчавый
Бука́шник курча́вый (лат. Jasióne críspa) — вид двудольных цветковых растений, включённый в род Букашник (Jasione) семейства Колокольчиковые (Campanulaceae).

## Ботаническое описание
Букашник курчавый — небольшое многолетнее травянистое растение, не превышающее 30 см в высоту. Стебли прямостоячие или приподнимающиеся, маловетвистые. Листья опушённые, собранные в прикорневую розетку, ланцетовидной или яйцевидой формы, с неправильно зубчатым краем.
Цветки собраны в головчатое соцветие до 2,5 см в диаметре на конце стебля. Чашечка зелёная или сиреневатая, с узкими треугольными долями. Венчик голубого, светло-сиреневого или белого цвета.
Плод — зелёная коробочка с многочисленными мелкими блестящими семенами 1,3×0,4 мм.

## Ареал
Букашник курчавый в естественных условиях широко распространён в Западной и Южной Европе и в Северной Африке.

## Таксономия
|  |                                      |  |                                                         |                                                         |                           |  | ещё 10 семейств (согласно Системе APG III) | ещё 10 семейств (согласно Системе APG III) |                       |  |  |  | ещё около 15 видов |
|  |                                      |  |                                                         |                                                         |                           |  | ещё 10 семейств (согласно Системе APG III) | ещё 10 семейств (согласно Системе APG III) |                       |  |  |  | ещё около 15 видов |
|  |                                      |  |                                                         | порядок Астроцветные                                    |                           |  |                                            |                                            | род Букашник          |  |  |  |                    |
|  |                                      |  |                                                         | порядок Астроцветные                                    |                           |  |                                            |                                            | род Букашник          |  |  |  |                    |
|  | отдел Цветковые, или Покрытосеменные |  |                                                         |                                                         | семейство Колокольчиковые |  |                                            |                                            | вид Букашник курчавый |  |  |  |                    |
|  | отдел Цветковые, или Покрытосеменные |  |                                                         |                                                         | семейство Колокольчиковые |  |                                            |                                            |                       |  |  |  |                    |
|  |                                      |  | ещё 58 порядков цветковых растений (по Системе APG III) | ещё 58 порядков цветковых растений (по Системе APG III) |                           |  |                                            | ещё более 90 родов                         | ещё более 90 родов    |  |  |  |                    |
|  |                                      |  |                                                         | ещё 58 порядков цветковых растений (по Системе APG III) |                           |  |                                            |                                            | ещё более 90 родов    |  |  |  |                    |

Букашник курчавый обычно делят на два подвида:
- Jasione crispa subsp. amethystina (Lag. & Rodr.) Tutin, 1973 — с сиреневатыми чашелистиками
- Jasione crispa subsp. crispa — с зелёными чашелистиками

### Синонимы
- Jasione amethystina Lag. & Rodr., 1802
- Jasione amethystina var. tristis (Bory) A.DC., 1839
- Jasione humilis (Pers.) Loisel., 1813, nom. illeg.
- Jasione humilis subsp. amethystina (Lag. & Rodr.) Rivas Mart., 1963
- Jasione montana var. humilis Pers., 1806
- Jasione tristis Bory, 1820
- Ovilla amethystina (Lag. & Rodr.) Bubani, 1899
- Phyteuma crispum Pourr., 1788basionym